# 九龍區專線小巴26線
九龍區專線小巴26線是一條由金匙營辦的小巴路線，來往土瓜灣（浙江街）及九龍站，途經紅磡道工業區、海逸豪園、紅磡灣、港鐵紅磡站及港鐵佐敦站（佐敦道）。
26號小巴營辦商開設了多個分支，包括：
- 九龍區專線小巴26A線，循環來往黃埔花園及中港城。
- 九龍區專線小巴26D線，來往九龍站及西九文化區，只在星期一至六於上午、中午及下午繁忙時間行走，假日則在中午至黃昏服務。
- 九龍區專線小巴26F線，來往佐敦站及西九文化區，只於西九文化區舉行特定活動時或於特定節日提供服務。
- 九龍區專線小巴26H線，循環來往伊利沙伯醫院至紅磡站，是目前唯一以「H」字尾編號的專線小巴路線。
- 九龍區專線小巴26X線，循環來往海逸豪園及佐敦（渡船街），只於星期一至六上午至中午及下午繁忙時間行走。
- 九龍區專線小巴CX1線，由金匙有限公司與駿浩專線小巴有限公司聯營的路線，來往九龍站及西九文化區，每日在中午至黃昏服務。

## 歷史
- 1994年8月26日：運輸署公開招標8組共21條專綫小巴新路線的經營權，此路線與31S線編為同一組。[1]
- 1996年1月25日：26線投入服務，當時來往紅磡（崇安街）（半島廣場外）及佐敦（偉晴街）；同年佐敦總站遷往文匯街。
- 1997年：由紅磡延長至土瓜灣（浙江街）。
- 2002年1月6日：由佐敦（文匯街）延長至九龍機鐵站。[2]
- 不詳：新增「特快車」往返土瓜灣（浙江街）及紅磡站，不經紅磡灣一帶。
- 2009年9月7日：往九龍站方向到達紅樂道後，改經仁勇街往紅磡南道，不再途經紅荔道，並取消紅荔道半島豪庭外的分站，另新設分站於仁勇街海濱南岸對面；同日，26A線投入服務，只於平日上下午繁忙時間行走。[3]
- 2010年1月4日：26A取消下午時段的班次。
- 2011年4月：往九龍站方向位於崇安街保良局顏寶鈴書院外的分站，遷移至庇利街。
- 不遲於2017年5月14日：來往海逸豪園及紅磡的短途班次獲獨立編號為26W。[4]
- 2016年10月23日：26M線投入服務，來往土瓜灣（浙江街）及黃埔站，以配合港鐵觀塘綫延綫通車，惟不設與港鐵的轉乘優惠。[5]
- 2017年8月：
  - 往土瓜灣方向駛至土瓜灣道與浙江街交界時繼續直駛，繞經長寧街及上鄉道往土瓜灣道南行，才返回浙江街總站。[6]
  - 土瓜灣往黃埔的雙向分段收費印上站牌，之前不成文的分段收費正式實施。
- 2017年8月30日：因應26M正式取消，此路線提供土瓜灣至黃埔港鐵站$3.5分段收費，使用八達通卡的乘客須自行按收費器上的分段制。
- 2018年5月21日：往九龍站於繁忙時間繞經尖東科學館道，試行三個月。
- 2019年3月24日：26H線開辦。[7]
- 2019年6月30日：26H線與8線、8S線、26線、26A線、26X線提供八達通轉乘優惠。[8]
- 2019年12月15日：26D線投入服務。[9]
- 2019年12月31日：26F線提供服務。[10]
- 2020年11月1日：因應九龍區專線小巴6號線於4月12日停辦，26A線實施以下改動：[11]
  - 改為循環來往黃埔花園及尖沙咀（廣東道），不再服務九龍站商住區；
  - 來回程改經全段柯士甸道，不再途經覺士道及佐敦道；
  - 提升為全日服務，服務時間為06:30 - 22:30；
  - 因應路程延長，全程收費增至$7.4。
- 2022年7月3日：CX1線投入服務。[12]

## 服務時間及班次
26
| 土瓜灣（浙江街）開 | 土瓜灣（浙江街）開 | 土瓜灣（浙江街）開 | 九龍站開 | 九龍站開    | 九龍站開     |
| 日期               | 服務時間           | 班次（分鐘）       | 日期     | 服務時間    | 班次（分鐘） |
| ------------------ | ------------------ | ------------------ | -------- | ----------- | ------------ |
| 每日               | 06:00-08:00        | 12                 | 每日     | 06:00-08:00 | 12           |
| 每日               | 08:00-09:30        | 8-10               | 每日     | 08:00-09:30 | 8-10         |
| 每日               | 09:30-17:00        | 10-12              | 每日     | 09:30-17:00 | 10-12        |
| 每日               | 17:00-19:30        | 8-10               | 每日     | 17:30-19:30 | 8-10         |
| 每日               | 19:30-23:30        | 12                 | 每日     | 19:30-23:30 | 12           |

26A
| 由紅磡（黃埔花園）開出時間 | 由紅磡（黃埔花園）開出時間 | 由紅磡（黃埔花園）開出時間 |
| 日期                       | 服務時間                   | 班次（分鐘）               |
| -------------------------- | -------------------------- | -------------------------- |
| 星期一至日                 | 06:30-22:30                | 10                         |

26D
| 九龍站開         | 九龍站開    | 九龍站開     | 西九文化區開     | 西九文化區開 | 西九文化區開 |
| 日期             | 服務時間    | 班次（分鐘） | 日期             | 服務時間     | 班次（分鐘） |
| ---------------- | ----------- | ------------ | ---------------- | ------------ | ------------ |
| 星期一至六       | 07:40-09:00 | 20           | 星期一至六       | 07:45-09:05  | 20           |
| 星期一至六       | 11:40-14:00 | 20           | 星期一至六       | 11:45-14:05  | 20           |
| 星期一至六       | 17:00-19:00 | 20           | 星期一至六       | 17:05-19:05  | 20           |
| 星期日及公眾假期 | 12:00-18:00 | 20           | 星期日及公眾假期 | 12:05-18:05  | 20           |

26X
| 海逸豪園開 | 海逸豪園開  | 海逸豪園開   |
| 日期       | 服務時間    | 班次（分鐘） |
| ---------- | ----------- | ------------ |
| 星期一至六 | 07:00-13:00 | 20           |
| 星期一至六 | 17:30-19:30 | 20           |

星期日及公眾假期不設服務
CX1
| 九龍站開   | 九龍站開    | 九龍站開     | 西九文化區開 | 西九文化區開 | 西九文化區開 |
| 日期       | 服務時間    | 班次（分鐘） | 日期         | 服務時間     | 班次（分鐘） |
| ---------- | ----------- | ------------ | ------------ | ------------ | ------------ |
| 星期一至日 | 10:00-20:10 | 10           | 星期一至日   | 10:00-20:10  | 10           |

## 收費

### 26
全程：$6.8
土瓜灣（浙江街）開
| 落車站＼上車站     | 黃埔花園 或之前 | 紅磡站 或之前 | 柯士甸站 或之前 | 九龍站 或之前 |
| ------------------ | --------------- | ------------- | --------------- | ------------- |
| 土瓜灣（浙江街）起 | $4              | $6.8          | $6.8            | $6.8          |
| 海逸豪園起         | $6              | $6            | $6.8            | $6.8          |
| 九龍佑寧堂起       | 不適用          | $4.3          | $5.1            |               |

九龍站開
| 落車站＼上車站 | M+ 或之前 | 志和街 或之前 | 黃埔花園 或之前 | 土瓜灣（浙江街） 或之前 |
| -------------- | --------- | ------------- | --------------- | ----------------------- |
| 九龍站起       | $4        | $5.1          | $6.8            | $6.8                    |
| 炮台街起       | 不適用    | $4.3          | $6.8            | $6.8                    |
| 志和街起       | 不適用    | 不適用        | $6.8            | $6.8                    |
| 紅磡站起       | $4.0      | $5.5          |                 |                         |
| 黃埔花園起     | 不適用    | $4.0          |                 |                         |

### 26A
全程：$7.4
黃埔花園開
| 黃埔花園起         | $5.9   | $7.4 | $7.4 | $7.4 |
| 嘉諾撒聖瑪利書院起 | 不適用 | $5.9 |      |      |

尖沙咀（廣東道）開
- 新港中心往黃埔花園：$7.4
- 紅磡站往黃埔花園：$5.0

### 26H/W
全程：$5.3

### 26X
全程：$6.8
海逸豪園開
- 九龍佑寧堂往炮台街：$4.3

炮台街開
| 落車站＼上車站 | 志和街 或之前 | 黃埔花園 或之前 | 海逸豪園 或之前 |
| -------------- | ------------- | --------------- | --------------- |
| 炮台街起       | $4.3          | $6.8            | $6.8            |
| 紅磡站起       | 不適用        | $4.0            | $5.5            |
| 黃埔花園起     | 不適用        | $4.0            |                 |

## 用車
根據運輸署《服務詳情表》，26連同各繁忙時間特別班次（26A、26D、26W、26X、CX1）共需使用18輛小巴提供服務，最繁忙一小時每方向合共載客量不少於336人；26H線共需使用3輛19座位小巴提供服務，最繁忙一小時每方向合共載客量不少於133人。

## 行車路線
26
- 往九龍站，駛經：途經：浙江街、崇安街、庇利街、紅磡道、大環道東、海逸豪園公共交通總站、海逸道、大環道東、紅磡道、紅磡繞道、支路、迴旋處、紅鸞道、紅樂道、仁勇街、紅磡南道、暢運道、科學館道、康達徑、暢運道、柯士甸道、覺士道、佐敦道、雅翔道及車站環迴路北
  - 藍字表示只於星期一至五（公眾假期除外）07:30-09:30及17:30-19:30途經。
- 往土瓜灣（浙江街），駛經：車站環迴路、雅翔道、佐敦道、渡船街、西貢街、偉晴街、佐敦道、覺士道、柯士甸道、暢運道、安運道、暢運道、紅磡南道、紅磡道、大環道東、海逸豪園公共交通總站、海逸道、大環道東、紅磡道、庇利街、馬頭圍道、土瓜灣道、落山道、長寧街、上鄉道、土瓜灣道、浙江街

26A
- 途經：德康街、紅磡道、紅磡繞道、支路、迴旋處、紅鸞道、紅樂道、仁勇街、紅磡南道、暢運道、柯士甸道、廣東道、掉頭、廣東道、柯士甸道西、掉頭、柯士甸道西、柯士甸道、暢運道、安運道、暢運道、紅磡南道、紅磡道、民泰街、德民街、德安街及德定街

26D、CX1
- 往西九文化區途經：車站環迴路、雅翔道、迴旋處及博物館道
- 往九龍站途經：博物館道、迴旋處、博物館道、雅翔道及車站環迴路

26H
- 駛經：南丁格爾路、伊利沙伯醫院路、佐敦道、覺士道、柯士甸道、暢運道、安運道、暢運道、柯士甸道、覺士道、佐敦道、伊利沙伯醫院路及南丁格爾路

26X
- 駛經：海逸道、大環道東、紅磡道、紅磡繞道、公主道連接路、加士居道、佐敦道、匯民道、匯翔道、廣東道、渡船街、西貢街、偉晴街、佐敦道、覺士道、柯士甸道、暢運道、安運道、暢運道、紅磡南道、紅磡道、大環道東

## 八通達轉乘優惠
- 26線、26A線、26X線轉乘26H線，第二程減收$3.80。
- 8線、8S線轉乘26H線，第二程減收$1.80。
- 26線轉乘26D線，第二程減收$2。
- 26線到紅磡站或黃埔站轉乘港鐵，或在上述兩站出閘後轉乘26線，第二程減收$1（成人）或$0.5（小童／長者）[13]。